# Stiftung Härtefallfonds
Die Stiftung Härtefallfonds (vollständige Bezeichnung: Abmilderung von Härtefällen aus der Ost-West-Rentenüberleitung, für jüdische Kontingentflüchtlinge und Spätaussiedler, Kurzform: „Stiftung Härtefallfonds“) ist eine nichtrechtsfähige Stiftung des Privatrechts in der Sonderform der Verbrauchsstiftung als steuerbegünstigte Körperschaft im Sinne der Abgabenordnung. Sie wurde in Umsetzung des Beschlusses des Haushaltsausschusses durch das Bundeskabinett am 18. November 2022 gegründet und mit einem Stiftungsvermögen von 500 Millionen Euro ausgestattet. Weitere Zuführungen durch den Bund sind nicht vorgesehen. Träger der Stiftung ist das Bundesministerium für Arbeit und Soziales. Die Geschäftsstelle befindet sich in Bochum.  
Die Stiftung zahlt eine pauschale Einmalleistung in Höhe von 2500 Euro an bestimmte Personengruppen aus, die einen erheblichen Teil ihrer Erwerbsbiographie in der ehemaligen DDR bzw. im ausländischen Herkunftsgebiet zurückgelegt haben, sofern diese Personen bedürftig sind, d. h. deren Rentenanspruch (nach Abzug der Beiträge zur Kranken- und Pflegeversicherung) unter 830 Euro liegt. Die Länder konnten der Stiftung bis 31. März 2023 beitreten, wenn sie sich verpflichteten, ihren finanziellen Anteil für die pauschale Einmalzahlung für die von ihnen zu tragenden zwei bzw. drei Betroffenengruppen einzubringen und damit die Leistung um 2.500 Euro erhöhen.

## Leistungen aus Anlass der Rentenüberleitung von Renten der DDR
Personen, die im Beitrittsgebiet einen Rentenanspruch erworben haben, der bei der Rentenüberleitung in den 1990er-Jahren nicht in das bundesdeutsche Rentensystem übergeleitet wurde, oder die aus anderen Gründen keine Rentenansprüche in der DDR erwerben konnten, erhalten eine Einmalleistung. Darunter fallen:
- Anspruchsberechtigte, deren Rente nach dem 31. Dezember 1996 begann und die deshalb nicht unter die Zahlbetragsgarantie für DDR-Renten fallen
- Anspruchsberechtigte einer Zusatzrente der Deutschen Reichsbahn, der Deutschen Post (DDR), oder für Mitarbeiter des Gesundheits- und Sozialwesens
- Personen, die im Beitrittsgebiet mindestens vier Jahre ihre Angehörigen pflegten und nach dem Recht der DDR keine Rentenansprüche erwerben konnten
- Anspruchsberechtigte einer Zusatzrente wegen bergmännischer Tätigkeit in der Carbochemie/Braunkohleveredelung
- Ehegatten einer Person, die für mindestens 10 Jahre aus dienstlichen Gründen ins Ausland entsandt wurden
- Anspruchsberechtigte einer berufsbezogenen Zuwendung für Balletttänzer in der DDR
- Personen, die im Beitrittsgebiet mindestens 10 Jahre lang verheiratet waren, während dieser Ehe ein Kind großgezogen haben und die Ehe nach dem Recht der DDR geschieden wurde

## Leistungen für jüdische Kontingentflüchtlinge
Juden aus der Sowjetunion, die als Kontingentflüchtlinge ab 1991 vor dem 1. April 2012 in Deutschland aufgenommen wurden, sowie deren Angehörige erhalten eine Einmalleistung.

## Leistungen für Spätaussiedler
Spätaussiedler, die vor dem 1. April 2012 ins Bundesgebiet aufgenommen wurden, erhalten eine Einmalleistung.

## Kritik
Die Linke kritisiert die geringe Ausstattung der Stiftung und die strengen Bedürftigkeitskriterien. Im Ergebnis werde nur ein sehr kleiner Teil der Personengruppe tatsächlich Leistungen aus dem Härtefallfonds erhalten. Von den 500.000 DDR-Rentnern, die einen Anspruch aus dem Härtefallfonds hätten, würden nur 10.000, also gerade einmal 2 Prozent tatsächlich Leistungen erhalten. Am meisten würden die jüdischen Kontingentflüchtlinge sowie die Spätaussiedler profitieren, während DDR-Rentner fast immer leer ausgehen würden. Zudem wird kritisiert, dass bestimmte Rentenansprüche aus der DDR auch weiterhin nicht berücksichtigt werden, so etwa Rentenansprüche für Bildende Künstler, Naturwissenschaftler und Leistungssportler in der DDR. 
Vor allem der Zentralrat der Juden in Deutschland kritisiert, dass die von der vergangenen Bundesregierung unter dem Kabinett Merkel IV zugesagte Einmalleistung von 10.000 Euro im Zuge des Regierungswechsels auf 2500 Euro gekürzt wurde. Der am 23. Juni 2021 von der damaligen CDU/CSU-geführten Bundesregierung beschlossene Haushaltsplan sah noch einen Bundesanteil für den Härtefallfonds in Höhe von 1 Mrd. Euro vor. Diesen Anteil halbierte das Kabinett Scholz auf 500 Mio. Euro, nachdem eine politisch verbindliche Länderzusage der hälftigen Finanzierung des Vorhabens nicht zustande gekommen war.

## Zwischenstand zur Antragsbearbeitung und -bewilligung
Auf Anfrage der Deutschen Presseagentur hat das zuständige Bundesministerium für Arbeit und Soziales fünf Tage vor Antragsschluss (31. Januar 2024) folgenden Stand zur Bearbeitung der Anträge mitgeteilt: Eingegangen seien bis zum 26. Januar 2024 163.441 Anträge, 48.543 Anträge seien abschließend bearbeitet und davon 13.483 Anträge bewilligt worden. Dies entspricht einer Bewilligungsquote von 27,8 Prozent. Die Auszahlungen beliefen sich laut Bundesministerium auf bisher rund 35,7 Millionen Euro. Dies wären durchschnittlich etwa 2.648 Euro pro Fall. 